# Hippostratos
Hippostratos (Tiếng Hy Lạp: Ἱππόστρατος) là một vị vua của vương quốc Ấn-Hy Lạp cai trị khu vực miền trung và tây bắc Punjab cùng với vùng đất Pushkalavati. Bopearachchi cho rằng triều đại của Hippostratos kéo dài từ năm 65-55 TCN trong khi RC Senior cho là vào khoảng năm 60-50 TCN.

## Triều đại
Trong tác phẩm của Bopearachchi, Hippostratos lên nắm quyền như một vị vua kế vị của Apollodotus II ở phía tây vương quốc của ông ta, trong khi một vị vua khác Dionysios cai trị ở phía đông. Senior giả định rằng triều đại của Apollodotus II và Hippostratos hơi chồng chéo; trong trường hợp này, ban đầu, Hippostratos cai trị một vương quốc nằm về phía tây vương quốc của Apollodotos.
Cũng giống như Apollodotos II, Hippostratos tự gọi mình Soter, "Vị cứu tinh", trên tất cả các đồng tiền của mình, và trên một số tiền xu ông cũng xưng danh hiệu Basileos Megas, "Đại đế", mà ông thừa hưởng từ Apollodotos II. Điều này có thể ủng hộ cho giả thuyết của Senior cho rằng Hippostratos đã mở rộng vương quốc của ông sau khi Apollodotos qua đời. Mối quan hệ giữa hai vị vua vẫn còn chưa được biết đến do thiếu các ghi chép. Tuy nhiên, Hippostratos đã không sử dụng biểu tượng đứng của Athena Alkidemos, vốn rất phổ biến đến đối với tất cả các vị vua khác được cho là liên quan đến Apollodotos II.
Số lượng và chất lượng các đồng tiền đúc của Hippostratos chỉ ra rằng ông là một vị vua khá hùng mạnh. Hippostratos dường như đã khá thành công trong cuộc chiến chống lại những kẻ xâm lược người Ấn-Scythia, dưới triều vua Scythia Azes I, nhưng cuối cùng ông đã bị đánh bại và trở thành vị vua Ấn-Hy Lạp cuối cùng ở phía Tây.

## Tiền xu
Hippostratos đã ban hành các đồng tiền bằng bạc với một bức chân dung đội vương miện trên mặt chính của đồng tiền, và ba hình ảnh khác nhau ở mặt sau. Đầu tiên là hình ảnh một vị vua đang cưỡi một con ngựa phi nước đại, một hình ảnh phổ biến được sử dụng nhiều nhất bởi các vị vua trước đó như Antimachos II và Philoxenos. Hình ảnh thứ hai cũng miêu tả một vị vua đang cưỡi ngựa, nhưng con ngựa chỉ đi nước kiệu và nhà vua thực hiện một cử chỉ ban phước - giống với một loại tiền xu thuộc loại hiếm của Apollodotos II. Hình ảnh thứ ba là một nữ thần đang đứng, có lẽ là thần Tyche.
| Tiền triều: Apollodotos II | Vua Ấn-Hy Lạp (Miền tây Punjab) (65-55 TCN) | Kế vị: (Vua Ấn-Scythia) Azes I |